# Музыкальное издательство
Музыка́льное изда́тельство — издательство, специализирующееся на выпуске нотных изданий, книг и периодических изданий о музыке. Появлению музыкальных книгопечатен в Европе предшествовала деятельность предприятий, занимавшихся рукописным размножением нот. Развитие, с одной стороны, информационных технологий, с другой — законодательств различных государств в сфере интеллектуальной собственности привело к формированию новых практик распространения и использования как собственно музыкальных произведений, так и записей звучания этих произведений.

## Уточнение понятия
Музыкальное издательство в современном смысле — это также «па́блишер» (транскрипция англ. publisher, music publisher), осуществляющий и контролирующий (в правовом поле) распространение музыкальных произведений (в том числе вокальных текстов); таким образом, понятие «музыкальное издательство» отличается от понятия «звукозаписывающая компания» подобно тому, как опус композитора отличается от фонограммы его исполнения.
Музыкальный «паблишер» распоряжается правами на воспроизведение, исполнение, тиражирование произведения на каком-либо носителе. Выпуск печатной продукции — нотных изданий, книг-песенников — один из способов такого тиражирования, осуществляемый музыкальным издательством, иногда по сублицензионному договору, заключённому издательством с внешним «паблишером».
Не ограничиваясь нотными изданиями, музыкальные издательства также выпускают научную и учебно-методическую литературу по музыковедению и смежным дисциплинам.

## См. также
- Музыкальный издатель
- Издательство
- Нотопечатание
- Музыкальный бизнес
- Музыкальная индустрия России
- Музыкальная индустрия США
- Категория:Музыкальные издательства
- Категория:Музыкальные издатели